# The Midnight Roll
| Recensione | Giudizio |
| ---------- | -------- |
| AllMusic   |          |

The Midnight Roll è un album a nome Herb Ellis and the All-Stars, pubblicato dalla Epic Records nel marzo del 1963.

## Tracce
LP (1963, Epic Records, LA 16034/BA 17034)
Lato A
1. Broadway – 4:16 (Henri Woode, Teddy McCrae, Wilbur H. Bird) – Registrato il 14 giugno 1962
2. Gravy Waltz – 3:05 (musica: Ray Brown) – Registrato il 14 giugno 1962
3. Poor Darlin' Nellie – 3:40 (musica: Herb Ellis) – Registrato il 12 e 13 giugno 1962
4. Old Folks – 3:33 (musica: Willard Robison) – Registrato il 12 e 13 giugno 1962
5. Roy Showed – 4:46 (musica: Herb Ellis) – Registrato il 14 giugno 1962

Durata totale: 19:20
Lato B
1. Things Ain't What They Used to Be – 3:56 (testo: Ted Persons – musica: Mercer Ellington) – Registrato il 12 e 13 giugno 1962
2. Willow Weep for Me – 3:54 (Ann Ronell) – Registrato il 12 e 13 giugno 1962
3. Symphony – 3:19 (musica: Alex Alstone) – Registrato il 12 e 13 giugno 1962
4. It Makes No Difference Now – 3:36 (Jimmie Davis, Floyd Tillman) – Registrato il 12 e 13 giugno 1962
5. It Don't Mean a Thing – 4:48 (testo: Irving Mills – musica: Duke Ellington) – Registrato il 14 giugno 1962

Durata totale: 19:33

## Musicisti
Herb Ellis All Stars
- Herb Ellis – chitarra
- Buddy Tate – sassofono tenore
- Ray Bryant – pianoforte
- Roy Eldridge – tromba (A1, A2, A5 e B5)
- Frank Assunto – tromba (A3, A4, B1, B2, B3 e B4)
- Israel Crosby – contrabbasso (A1, A2, A5 e B5)
- Jimmy Rowser – contrabbasso (A3, A4, B1, B2, B3 e B4)
- Gus Johnson – batteria

### Produzione
- John Hammond – produzione
- Registrazioni effettuate il 12, 13 e 14 giugno 1962, New York City, New York[3]
- Henry Parker – foto copertina album originale
- Leonard Feather – note retrocopertina album originale[4]